# Municipio de Boyd (Dakota del Norte)
El municipio de Boyd (en inglés: Boyd Township) está ubicado en el condado de Burleigh, en el estado de Dakota del Norte (Estados Unidos).

## Geografía
El municipio de Boyd se encuentra ubicado en las coordenadas 46°45′54″N 100°31′15″O / 46.76500, -100.52083. Según la Oficina del Censo de los Estados Unidos, tiene una superficie total de 93,22 km², toda ella correspondiente a tierra firme.

## Demografía
Según el censo de 2010, el municipio de Boyd estana habitado por 134 personas y su densidad de población era de 1,44 hab/km². Según su raza, el 99,25% de los habitantes eran blancos y el 0,75% amerindios o nativos de Alaska. Además, del total de la población, el 0,75% eran hispanos o latinos de cualquier raza.